# Juli 2012
| Juli 2012 |
| Månader under 2012: Januari · Februari · Mars · April · Maj · Juni · Juli · Augusti · September · Oktober · November · December ← December 2011 · Januari 2013 → |

## Händelser

### 1 juli
- Spanien blir europeiska mästare i fotboll efter vinst över Italien med 4–0 i finalen.
- Cypern övertar ordförandeskapet i Europeiska unionens råd efter Danmark.

### 20 juli
- Massakern i Aurora där 12 personer miste livet inträffar.[1]

### 27 juli
- De 30:e olympiska sommarspelen inleds i London.[2]